# Irański program nuklearny

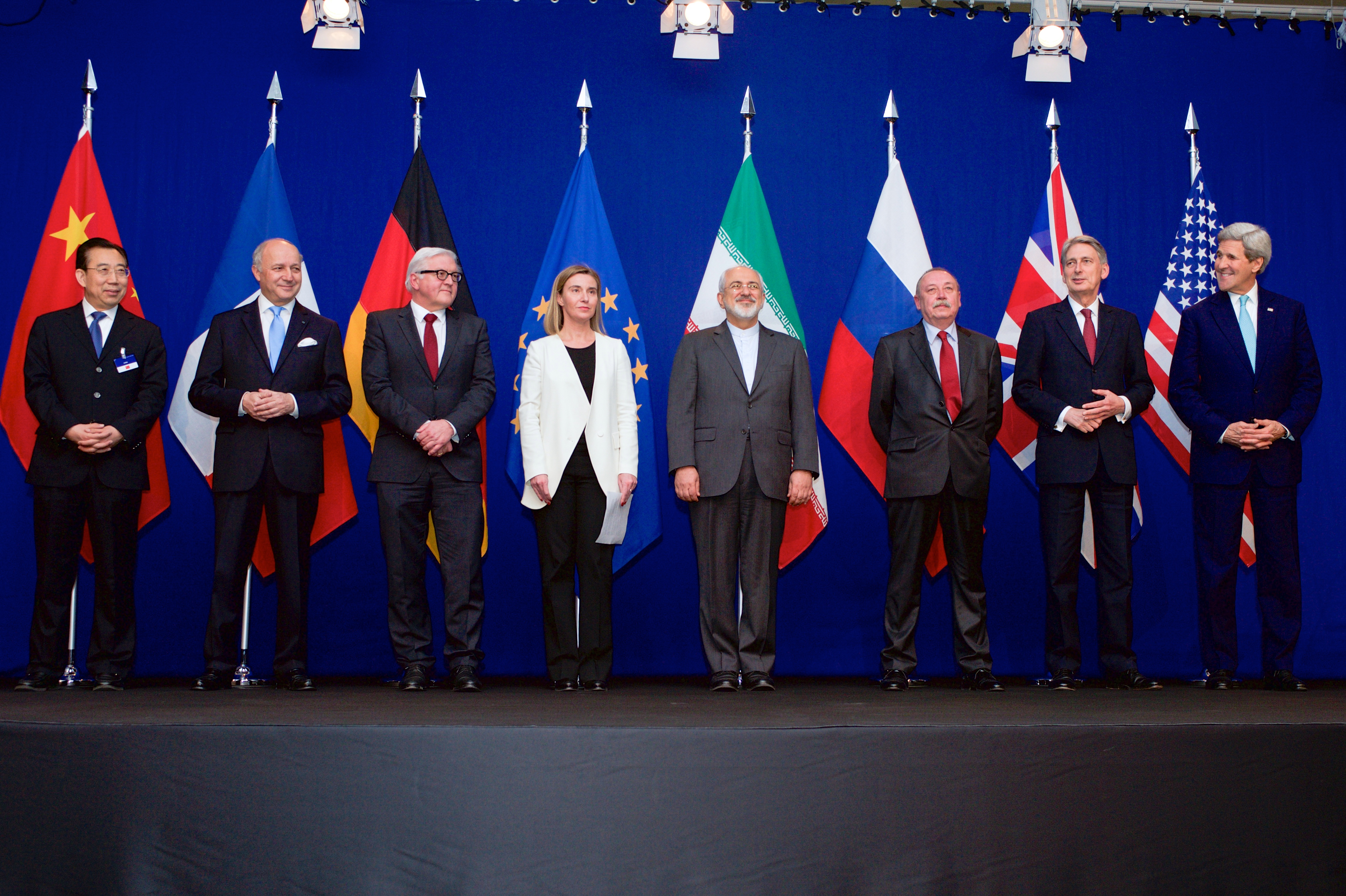
Uczestnicy podpisania wstępnej umowy, 2 kwietnia 2015

Irański program nuklearny – został uruchomiony w 1957 roku, kiedy to USA i Iran podpisały porozumienie o cywilnej współpracy atomowej.
Program nabrał rozpędu w drugiej połowie lat 60 XX w. w związku z osobistym zainteresowaniem ze strony szacha Mohammada Rezy Pahlawiego, a także budową centrum badań nuklearnych przy Uniwersytecie w Teheranie.
W 1967 USA dostarczyły Iranowi pierwszy reaktor badawczy, a w 1974 roku szach ogłosił ambitny plan generowania 23 tysięcy megawatów energii z elektrowni jądrowych „tak szybko jak to możliwe”.
W ciągu kolejnych kilku lat Iran zawarł szereg kontraktów na budowę elektrowni jądrowych i dostawy paliwa jądrowego z USA, Francją i RFN, a także wysłał wielu studentów do państw zachodnich w celu zdobycia wiedzy o technologii nuklearnej.
W lipcu 1968 władze Iranu podpisały traktat o nierozprzestrzenianiu broni jądrowej (NPT) i ratyfikował go w lutym 1970 roku, co spowodowało, że prowadzone w tym kraju badania nad technologiami atomowymi podlegały weryfikacji Międzynarodowej Agencji Energii Atomowej.
Współpraca Stanów Zjednoczonych i krajów zachodnich przy irańskim programie atomowym trwała do roku 1979, czyli do czasu irańskiej rewolucji islamskiej, w wyniku której doszło do obalenia szacha Mohammada Rezy Pahlawiego.
W chwili upadku reżimu szacha program nuklearny Iranu był uważany za jeden z najbardziej zaawansowanych na Bliskim Wschodzie.
2 kwietnia 2015 podpisano wstępną umowę między P5+1 a Iranem dotyczącą programu nuklearnego.
14 lipca 2015 podpisano porozumienie nuklearne z Iranem.
W 2018 r. Prezydent USA Donald Trump zerwał porozumienie ze strony USA i wprowadził sankcje na teokrację szyicką.

## Historia

### Lata 1979–1990

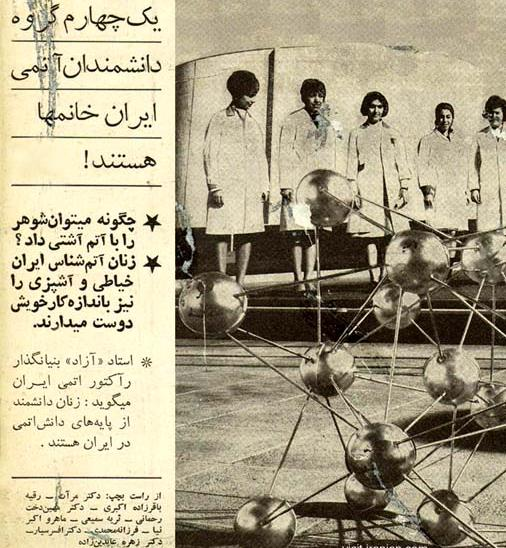
Wycinek irańskiej gazety z roku 1968; fotografia przedstawia irańskie kobiety z tytułem doktora stojące przed centrum badawczym w Teheranie

Rewolucja islamska, spowodowała wstrzymanie programu nuklearnego a nowe władze były początkowo przeciwne technologii jądrowej. Wraz z szachem kraj opuściło wielu naukowców zajmujących się badaniami jądrowymi, a we wrześniu 1980 roku wybuchła wojna z Irakiem. Program został przywrócony dopiero w schyłkowej fazie wojny. Teheran wysłał kilkanaście tysięcy studentów za granicę na studia związane z technologią jądrową i apelował do wykwalifikowanej kadry, która opuściła kraj w 1979 roku, o powrót do ojczyzny.
W 1987 roku Iran zawarł porozumienie o długoterminowej współpracy nuklearnej z Pakistanem, a w 1990 z Chinami.

### Lata 1990–2002
W roku 1990 Iran zaczął poszukiwania partnerów do dalszego rozwoju programu nuklearnego, lecz z uwagi na odmienny klimat polityczny oraz ostre sankcje nałożone przez Stany Zjednoczone, kandydatów do współpracy było niewielu. W roku 1992, po doniesieniach medialnych o ukrywanych przez Iran działaniach związanych z techniką nuklearną, władze w Teheranie zaprosiły do kraju inspektorów IAEA, pozwalając im na inspekcję wszystkich miejsc, o dostęp do których wystąpili. Dyrektor generalny IAEA, Hans Blix, stwierdził później, że wszystkie poddane inspekcji instalacje irańskie były zgodne z pokojowym charakterem wykorzystania energii nuklearnej. Inspekcja IAEA objęła swoim zakresem również instalacje atomowe niezgłoszone wcześniej przez władze Iranu, jak też miejsca związane z powstającym projektem wydobycia uranu w Saghand.
W 1993 roku, gdy Niemcy ostatecznie odmówiły dokończenia budowy elektrowni jądrowej w Bushehr, Iran zawarł porozumienie z Rosją w sprawie realizacji tej inwestycji. W roku 1995 Iran podpisał z Rosją kontrakt mający pomóc w dokończeniu budowy elektrowni atomowej w Buszehr.

### Lata 2002–2006
Irański program nuklearny znalazł się w centrum zainteresowania międzynarodowego gdy 14 sierpnia 2002 roku ugrupowanie opozycyjne Narodowa Rada Oporu Iranu (NCRI) ujawniło istnienie dwóch nieznanych wcześniej obiektów – zakładu wzbogacania uranu w Natanz i zakładu produkcji ciężkiej wody w Arak. W toku inspekcji pojawiło się wiele wątpliwości co do irańskich działań na polu energii atomowej, m.in. odkryto w Natanz obecność wysoce wzbogaconego uranu. W czerwcu 2003 roku szef IAEA Muhammad el-Baradei stwierdził w raporcie, że Iran nie wywiązał się ze zobowiązań do informowania o swoich działaniach i materiałach nuklearnych. Waszyngton zaczął domagać się postawienia Iranu przed Radą Bezpieczeństwa ONZ w celu nałożenia sankcji.

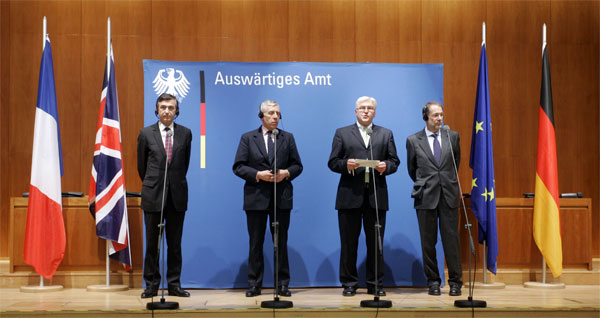
Trójka Unii Europejskiej

Francja, Niemcy i Wielka Brytania (Trójka UE) podjęły działania dyplomatyczne z Iranem, próbując uzyskać odpowiedzi na stawiane pytania o charakter prowadzonych przez władze w Teheranie badań nad energią atomową. 21 października 2003 w Teheranie władze Iranu oraz ministrowie spraw zagranicznych Trójki podpisali dokument znany jako Deklaracja Teherańska, który gwarantował zgodę Iranu na pełną współpracę z IAEA, oraz podpisanie dodatkowego protokołu do traktatu NPT w sprawie niezapowiedzianych inspekcji oraz wstrzymanie wzbogacania uranu „na okres przejściowy”.
W lutym 2004 roku ujawnione zostało, że ojciec pakistańskiego programu atomowego Abdul Qadeer Khan od końca lat 80 XX w. zaopatrywał w sprzęt do produkcji broni atomowej Iran, Libię i Koreę Północną, co pogłębiło podejrzenia państw zachodnich co do intencji Iranu.
24 września 2005 roku zarząd IAEA przyjął rezolucję uznającą, że Iran nie stosuje się do zobowiązań wynikających z traktatu NPT i że zaniechania te są podstawą do skierowania sprawy do Rady Bezpieczeństwa ONZ.
10 stycznia 2006 roku Iran nakazał inspektorom IAEA usunięcie plomb w zakładzie wzbogacania uranu w Natanz i ogłosił wznowienie badań nad paliwem jądrowym, faktycznie kładąc kres 2-letniemu okresowi zamrożenia działań związanych ze wzbogacaniem uranu. Teheran został za ten krok powszechnie potępiony i 4 lutego 2006 roku zarząd IAEA uchwalił rezolucję w sprawie poddania kwestii irańskiego programu nuklearnego pod obrady Rady Bezpieczeństwa ONZ; za rezolucją po raz pierwszy wraz z USA i EU-3 głosowały Rosja i Chiny.
W rezultacie Iran zawiesił dobrowolną współpracę z IAEA i potwierdził wznowienie wzbogacania uranu.
29 marca 2006 roku RB ONZ wydała oświadczenie wzywające Iran do zakończenia wzbogacania uranu w ciągu 30 dni pod groźbą izolacji międzynarodowej, ale 11 kwietnia 2006 roku prezydent Iranu Mahmud Ahmadineżad ogłosił, że Iran opanował cykl paliwa jądrowego, osiągnął pożądany poziom wzbogacenia uranu dla elektrowni atomowych i tym samym Iran dołączył do „państw atomowych na świecie”.